# Innocenzo Fergnani
Innocenzo Fergnani, detto  Tino Ferdiani  (Castel Bolognese, 5 settembre 1915 – Forno di Zoldo, 7 gennaio 1944), è stato un partigiano italiano.

## Biografia
Perito tecnico impiegato alle Ferrovie dello Stato, tra il 1942 e l'8 settembre 1943 prestò servizio militare come sergente maggiore dell'aeronautica nella zona di Reggio Emilia.
Dopo l'armistizio passò in clandestinità nella zona di Vidiciatico di Lizzano in Belvedere nell'Appennino emiliano. Fallito un tentativo di costituire una base partigiana fu tra i primi bolognesi che si trasferì  presso il primo nucleo partigiano “Boscarin (o Buscarin)” che si era costituito nel bellunese.
Morì dopo un'azione avvenuta a Forno di Zoldo, cadendo in un burrone in fase di ritirata, e i compagni del nucleo Boscarin decisero di continuare la lotta nel suo nome, ribattezzando la propria unità.
È interessante ricordare che dai partigiani del Nucleo partigiano "Luigi Boscarin"/"Tino Ferdiani", comandati per un periodo anche da Paride Brunetti “Bruno”, si diramò l'organizzazione di una gran parte della lotta di Resistenza armata nella provincia di Belluno con la costituzione delle varie brigate partigiane (dalla “Nanetti” alla Brigata Garibaldina Antonio Gramsci (Feltre).
A Belluno, nel parco di Piazza Piloni, c'è una lapide che lo ricorda con altri 18 partigiani bolognesi e ravennati caduti nella zona.